# Okres Sierre
Okres Sierre (francouzsky District de Sierre) je jedním z okresů kantonu Valais ve Švýcarsku. Jeho sídlem je město Sierre.

## Poloha, popis
Okres se rozkládá ve střední části kantonu, převážně v údolí řeky Rhôny. Směrem na sever a na jih ale stoupá po svazích vysoko do hor, kde na jihu hraničí s okresy Hérens a Visp, na severu pak s kantonem Bern.

## Seznam obcí
| Znak          | Název obce    | Počet obyvatel (31. 12. 2022) | Rozloha (km²) | Hustota zalidnění (obyv./km²) |
| ------------- | ------------- | ----------------------------- | ------------- | ----------------------------- |
| Anniviers     | Anniviers     | 2703                          | 243,37        | 11                            |
| Chalais       | Chalais       | 3759                          | 24,34         | 154                           |
| Chippis       | Chippis       | 1556                          | 1,97          | 790                           |
| Crans-Montana | Crans-Montana | 10 271                        | 59,66         | 172                           |
| Grône         | Grône         | 2545                          | 20,73         | 123                           |
| Icogne        | Icogne        | 636                           | 24,83         | 26                            |
| Lens          | Lens          | 4406                          | 13,98         | 315                           |
| Noble-Contrée | Noble-Contrée | 4635                          | 6,50          | 713                           |
| Saint-Léonard | Saint-Léonard | 2548                          | 3,88          | 657                           |
| Sierre        | Sierre        | 17 295                        | 19,13         | 904                           |
| Celkem (10)   | Celkem (10)   | 50 354                        | 418,39        | 120                           |